# Русское библиологическое общество
Русское библиологическое общество (сокр. РБО) — научная культурно-просветительская организация библиологов России, существовавшая с 1899 по 1931 год.

## История
Русское библиологическое общество было основано в 1899 году в столице Российской империи городе Санкт-Петербурге.
Головной офис организации находился сперва в доме № 7 на Кабинетской улице, а после октябрьского переворота на Набережной реки Фонтанки, дом 21 (в дворце Нарышкиных-Шуваловых).
Первым председателем (президентом) Русского библиологического общества стал книговед, библиограф, библиотековед, публицист, энциклопедист и переводчик Александр Михайлович Ловягин, который являлся и главным инициатором создания РБО; в общей сложности он занимал этот пост на протяжении тринадцати лет (1899-1903; 1907-1916), почти половину времени существования РБО. Во главе РБО в разное время стояли Л. Н. Майков, А. И. Лященко (1903—1904), А. И. Малеин, А. Г. Фомин (1927—1931).
Членами РБО в разное время были Венгеров С. А, Бонди С. М., Куфаев М. Н., Мезьер А. В., Торопов А. Д., Дерунов К. Н., Боднарский Б. С., Иваск У. Г., Лихачев Н. П., Ольденбург С. Ф., Пиксанов Н. К. и другие известные в научных кругах конца XIX — начала XX века персоналии.
Уже в первый год существования, РБО, совместно с «Обществом деятелей печатного дела» была сделана попытка полной регистрации и каталогизации произведений печати. В 1901 году ими был издан Первый том «Системат. Росписи книгам, вышедшим в России в 1899 г.», (январь — июль 1899 года).
В Уставе РБО задачи его были определены так: «содействие объединению работающих по вопросам книговедения и теоретической выработки и практическому применению ряда мер для облегчения обозрения всех родов литературных произведений, а также изучение книжного дела в его прошлом и настоящем...»
Русское библиологическое общество, среди прочего, разрабатывало ключевые вопросы библиографии, способствовало упорядочению библиографической регистрации в государственных структурах, а также введению преподавания библиографии и книговедения, как отдельного предмета некоторых высших учебных заведениях России. Библиологическое общество ставило своей целью не только регистрацию текущей литературы, но и облегчение пользования ею.
РБО было издано множество книг и брошюр касающихся теории книговедения, истории книгопечатания и литературы, становления книговедческих организаций в стране, а также выпустило биографические материалы о видных русских книговедах и ряд литературно-исторических эссе.
Русское библиологическое общество разработало и предложило к рассмотрению проекты создания Российской книжной палаты и Российского государственного книжного фонда.
В 1931 году общество было преобразовано в Библиологическую секцию Общества библиотековедения (которая была создана из секции РБО в 1908 году). В том же году эта секция была расформирована и РБО прекратило своё существование, как и Русское библиографическое общество годом ранее.